# Abel Herzberg
Abel Jacob Herzberg (né le 17 septembre 1893 à Amsterdam; mort dans la même ville le 19 mai 1989  était un avocat, écrivain, dramaturge et poète néerlandais.

## Biographie
Fils de Juifs russes, Abel Herzberg fut naturalisé néerlandais en 1918. Jeune, il fut ami avec Jacob Israël de Haan. Il fit des études de droit à Amsterdam et devint avocat et procureur.
De 1934 à 1939, Abel Herzberg fut président du Nederlandse Zionistenbond (nl), et de 1939 à 1941 il fut le directeur de la Nieuwesluis (Wieringermeer) (nl) de Wieringermeer. Il fut ensuite interné à Barneveld puis à Westerbork et Bergen-Belsen jusqu'en avril 1945. Il revint aux Pays-Bas en juin 1945.
En 1950, il fait paraître une chronique poignante de l'Holocauste, pour laquelle il a remporté le prix Jan-Campert (en) : c'est le carnet qu'il avait pu tenir au camp publié sous le titre de Tweestromenland, ce qui signifie « entre deux fleuves » en néerlandais, qui est aussi l'étymologie de Mésopotamie. Auparavant, il avait écrit sur le camp de concentration de Bergen-Belsen (Amor fati, 1946)
Abel Herzberg avait épousé Théodora (Thea) Loeb. La poétesse et dramaturge Judith Herzberg est leur fille. Abel Herzberg est enterré au cimetière juif libéral Gan Hasjalom à Hoofddorp.

## Prix
- 1949 - Dr. Wijnaendts Franckenprijs pour Amor fati
- 1952 - Extra prijs van de Jan Campert-stichting pour Kroniek der Jodenvervolging
- 1958 - ANV-Visser Neerlandia-prijs pour Herodes
- 1960 - ANV-Visser Neerlandia-prijs pour Sauls dood
- 1964 - Prix Constantijn-Huygens pour toute son œuvre
- 1972 - Prix P.C. Hooft pour toute son œuvre

## Œuvres
- 1936 - Vaderland
- 1946 - Amor fati
- 1950 - Tweestromenland
- 1950 - Kroniek der jodenvervolging
- 1955 - Herodes (toneelstuk)
- 1958 - Sauls dood
- 1960 - Kroniek der jodenvervolging
- 1960 - Amor fati en Tweestromenland
- 1961 - Het proces Eichmann
- 1962 - Eichmann in Jeruzalem
- 1964 - Brieven aan mijn kleinzoon
- 1969 - Pro-Deo. Herinneringen aan een vooroordeel
- 1972 - Om een lepel soep - Over advocaten en cliënten
- 1974 - De memoires van koning Herodes
- 1975 - Drie rode rozen
- 1980 - De man in de spiegel
- 1981 - Twee verhalen
- 1983 - Brieven aan mijn grootvader
- 1985 - Mirjam
- 1986 - Aartsvaders
- 1993-1996 - Verzameld werk

## Source de la traduction
- (nl) Cet article est partiellement ou en totalité issu de l’article de Wikipédia en néerlandais intitulé « Abel Herzberg » (voir la liste des auteurs).